# Tadeusz Rittner
Tadeusz Rittner, pseud. „Tomasz Czaszka” (ur. 31 maja 1873 we Lwowie, zm. 19 kwietnia 1921 w Bad Gastein) – polski dramaturg, prozaik, krytyk teatralny, syn Edwarda Rittnera.

## Życiorys
Pochodził z mieszkającej we Lwowie spolonizowanej rodziny austriackiej. Jego ojciec Edward był  profesorem prawa kościelnego, rektorem Uniwersytetu Lwowskiego, członkiem Rady Szkolnej Krajowej, ministrem oświaty w Wiedniu.
Od jedenastego roku życia mieszkał w Wiedniu, tam też ukończył szkołę i studia prawnicze. Uważał się jednak za Polaka – po I wojnie światowej wybrał obywatelstwo polskie. Był autorem kilkunastu dramatów, a także powieści i nowel. Współpracował z wieloma czasopismami polskimi (m.in. krakowskim "Życiem") i austriackimi, pisząc felietony i krytyki teatralne. Tworzył w okresie Młodej Polski. Większość utworów literackich ogłaszał w wersji polskiej i niemieckiej.

## Dzieła
Dramaty:
- Sąsiadka (1902)
- Maszyna (1903)
- W małym domku (1904)
- Czerwony bukiet (1905)
- Głupi Jakub (1910)
- Lato (1913)
- Człowiek z budki suflera (1914)
- Don Juan (1914)
- Wilki w nocy (1916)
- Ogród młodości (1920)
- Tragedia Eumenesa (1920)
- Wrogowie bogaczy (1921)

Powieści i nowele:
- Przebudzenie (1905)[1]
- Nowele (1907)[2]
- W obcem mieście (1912)
- Powrót (1915)[3]
- Duchy w mieście (1921)[4]
- Między nocą a brzaskiem (1921)[5]
- Drzwi zamknięte (1922)[6]
- Most (1923)

## Filmografia
- 1921 – Za winy brata (scenariusz)